# Ctenitis chiapasensis
Ctenitis chiapasensis är en träjonväxtart som först beskrevs av Hermann Christ och fick sitt nu gällande namn av Alan Reid Smith. Ctenitis chiapasensis ingår i släktet Ctenitis och familjen Dryopteridaceae. Inga underarter finns listade.